# Aqüeducte de Silvi
L'aqüeducte de Silvi (o aqüeducte silvià, o aqüeducte mesencefàlic, o aqüeducte del mesencèfal o conducte mesencefàlic, o aqüeducte cerebral) és un conducte per al líquid cefalorraquidi (LCR) que connecta el tercer ventricle amb el quart ventricle del sistema ventricular de l'encèfal. Es troba al dors del mesencèfal cap a la protuberància i ventral al cerebel. L'aqüeducte cerebral està envoltat per una zona tancada de substància grisa periaqüeductal.
Va rebre el nom de Franciscus Sylvius.